# Mistrzostwa Świata w Lekkoatletyce 2009 – chód na 50 km mężczyzn
Chód na 50 kilometrów mężczyzn – jedna z konkurencji rozegranych podczas 12. Mistrzostw Świata w Lekkoatletyce. Chód rozegrano w piątek 21 sierpnia 2009 – start miał miejsce o godzinie 09:10.
Trasa chodu poprowadzona była główną ulicą Berlina – Unter den Linden. Start i metę zlokalizowano pod Bramą Brandenburską. Wyznaczone przez IAAF minimum kwalifikacyjne A do udziału w zawodach wynosiło 3:58:00, a minimum B 4:09:00. W chodzie na 50 kilometrów wystąpiło trzech zawodników z Polski – Rafał Augustyn, Rafał Fedaczyński oraz Grzegorz Sudoł.
Najszybszy na trasie chodu – Rosjanin Siergiej Kirdiapkin został zdyskwalifikowany za doping i pozbawiony złotego medalu.

## Rezultaty

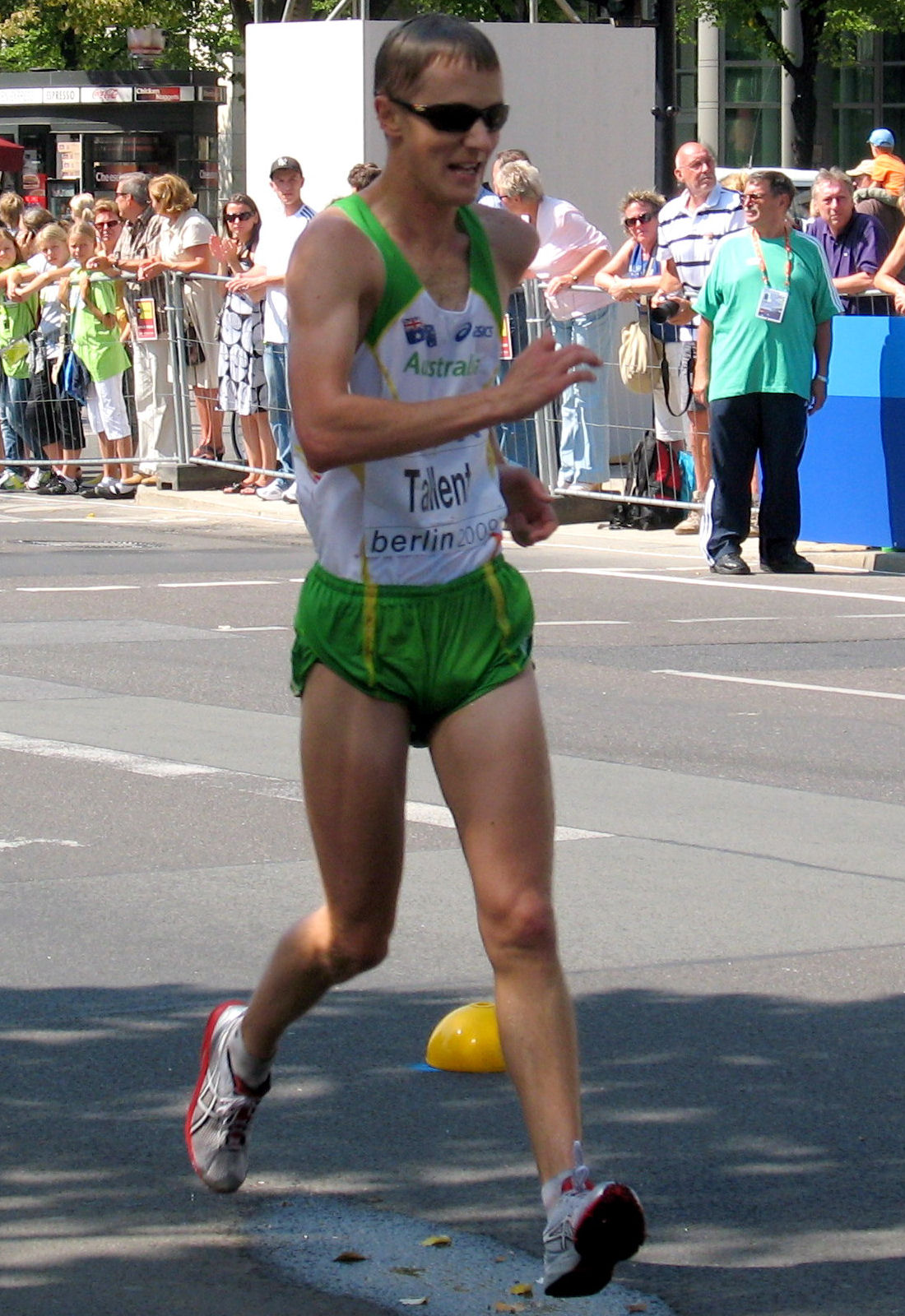
Jared Tallent na trasie chodu

| DNF – nie ukończył \| DQ – dyskwalifikacja \| NR – rekord kraju \| SB – najlepszy wynik w sezonie |
| WL – najlepszy wyniki na listach światowych \| PB – rekord życiowy                                |

| Pozycja | Zawodnik                  | Reprezentacja | Czas      | Uwagi   |
| ------- | ------------------------- | ------------- | --------- | ------- |
| 1       | Trond Nymark              | Norwegia      | 3:41:16   | NR      |
| 2       | Jesús Ángel García        | Hiszpania     | 3:41:37   | SB      |
| 3       | Grzegorz Sudoł            | Polska        | 3:42:34   | PB      |
| 4       | André Höhne               | Niemcy        | 3:43:19   | PB      |
| 5       | Luke Adams                | Australia     | 3:43:39   | PB      |
| 6       | Jared Tallent             | Australia     | 3:44:50   | SB      |
| 7       | Marco De Luca             | Włochy        | 3:46:31   | PB      |
| 8       | Jarkko Kinnunen           | Finlandia     | 3:47:36   | PB      |
| 9       | Matej Tóth                | Słowacja      | 3:48:35   |         |
| 10      | Xu Faguang                | Chiny         | 3:48:52   | PB      |
| 11      | Yohann Diniz              | Francja       | 3:49:03   |         |
| 12      | Jesús Sánchez             | Meksyk        | 3:50:55   | PB      |
| 13      | Donatas Škarnulis         | Litwa         | 3:50:56   | SB      |
| 14      | Zhao Chengliang           | Chiny         | 3:53:06   |         |
| 15      | Ołeksij Szełest           | Ukraina       | 3:54:03   | PB      |
| 16      | Tadas Šuškevicius         | Litwa         | 3:54:29   | PB      |
| 17      | Kōichirō Morioka          | Japonia       | 3:56:21   |         |
| 18      | Horacio Nava              | Meksyk        | 3:56:26   | SB      |
| 19      | Herve Davaux              | Francja       | 3:57:10   | PB      |
| 20      | Andreas Gustafsson        | Szwecja       | 3:57:53   | PB      |
| 21      | Rafał Augustyn            | Polska        | 3:58:30   |         |
| 22      | Augusto Cardoso           | Portugalia    | 3:59:10   | SB      |
| 23      | Miloš Bátovský            | Słowacja      | 3:59:39   |         |
| 24      | Li Lei                    | Chiny         | 4:00:13   |         |
| 25      | Mikel Odriozola           | Hiszpania     | 4:00:54   |         |
| 26      | Cedric Houssaye           | Francja       | 4:02:44   | SB      |
| 27      | Diego Cafagna             | Włochy        | 4:08:04   |         |
| 28      | José Alejandro Cambil     | Hiszpania     | 4:13:14   |         |
| 29      | Magno Mesías Zapata       | Ekwador       | 4:15:28   |         |
| 30      | Luis Fernando García      | Gwatemala     | 4:18:13   | SB      |
| 99 !    | Siergiej Kirdiapkin       | Rosja         | (3:38:35) | DQ (WL) |
| 99 !    | Takayuki Tanii            | Japonia       | 9:99:99 ! | DQ      |
| 99 !    | Yuki Yamazaki             | Japonia       | 9:99:99 ! | DQ      |
| 99 !    | Omar Zepeda               | Meksyk        | 9:99:99 ! | DQ      |
| 99 !    | Mário dos Santos          | Brazylia      | 9:99:99 ! | DNF     |
| 99 !    | Marco Benavides           | Salwador      | 9:99:99 ! | DNF     |
| 99 !    | Konstadínos Stefanópoulos | Grecja        | 9:99:99 ! | DNF     |
| 99 !    | Jamie Costin              | Irlandia      | 9:99:99 ! | DNF     |
| 99 !    | Colin Griffin             | Irlandia      | 9:99:99 ! | DNF     |
| 99 !    | Alex Schwazer             | Włochy        | 9:99:99 ! | DNF     |
| 99 !    | Ingus Janevics            | Łotwa         | 9:99:99 ! | DNF     |
| 99 !    | Erik Tysse                | Norwegia      | 9:99:99 ! | DNF     |
| 99 !    | Rafał Fedaczyński         | Polska        | 9:99:99 ! | DNF     |
| 99 !    | António Pereira           | Portugalia    | 9:99:99 ! | DNF     |
| 99 !    | Jurij Andronow            | Rosja         | 9:99:99 ! | DNF     |
| 99 !    | Dienis Niżegorodow        | Rosja         | 9:99:99 ! | DNF     |
| 99 !    | Nenad Filipović           | Serbia        | 9:99:99 ! | DNF     |